# Dickey Betts
Forrest Richard Betts, detto Dickey (West Palm Beach, 12 dicembre 1943 – Osprey, 18 aprile 2024), è stato un chitarrista statunitense noto per essere stato uno dei membri fondatori del gruppo Southern rock The Allman Brothers.

## Discografia

### Solista
- Highway Call, 1974
- Pattern Disruptive, 1988
- Let's Get Together, 2001

### Con la Allman Brothers Band
- 1969 - The Allman Brothers Band (Atco/Capricorn)
- 1970 - Idlewild South (Atco/Capricorn)
- 1972 - Eat a Peach (Atco/Capricorn) (metà studio/metà live)
- 1973 - Brothers and Sisters (Capricorn)
- 1975 - Win, Lose or Draw (Capricorn)
- 1979 - Enlightened Rogues (Capricorn)
- 1980 - Reach for the Sky (Arista)
- 1981 - Brothers of the Road (Arista)
- 1990 - Seven Turns (Epic)
- 1991 - Shades of Two Worlds (Epic)
- 1994 - Where It All Begins (Epic)

### Con i Dickey Betts and  Great Southern
- Dickey Betts and Great Southern, 1978
- Atlanta's Burning Down, 1979